# Angarienrecht
Angarienrecht (frz.: droit d'angarie) bezeichnet das Recht zur Beschlagnahme und Verwendung fremder Handelsschiffe gegen Entschädigung im Falle eines durch Kriegshandlungen bedingten Notstandes. Das Angarienrecht gründet sich auf Völkergewohnheitsrecht und kann sowohl von kriegsführenden Parteien als auch Neutralen ausgeübt werden.

## Weblink
- Angarienrecht bei deacademic.com